# Cirrospilus suaedaegallarum
Cirrospilus suaedaegallarum är en stekelart som beskrevs av Gennaro Viggiani 1971. Cirrospilus suaedaegallarum ingår i släktet Cirrospilus och familjen finglanssteklar.
Artens utbredningsområde är Italien. Inga underarter finns listade i Catalogue of Life.